# Pancolus californiensis
Pancolus californiensis är en kräftdjursart som beskrevs av H. Richardson 1905. Pancolus californiensis ingår i släktet Pancolus och familjen Tanaidae. Inga underarter finns listade i Catalogue of Life.